# Noorwegen op de Olympische Zomerspelen 1952
Noorwegen nam deel aan de Olympische Zomerspelen 1952 in Helsinki, Finland. Met drie keer goud werden er meer gewonnen dan vier jaar eerder, maar het totale aantal medailles lag lager.

## Medailleoverzicht
| Sport       | Olympiër                                                                                                | Discipline                 | Medaille |
| ----------- | --- | -------------------------- | -------- |
| Schietsport | Erling Asbjörn Kongshaug                                                                                | 50m geweer 3 houdingen (m) | Goud     |
| Schietsport | John Harry Larsen                                                                                       | lopend hert 100m (m)       | Goud     |
| Zeilen      | Hakon Barfod Sigve Lie Thor Thorvaldsen                                                                 | drakenklasse               | Goud     |
| Zeilen      | Börre Falkum-Hansen Peder Lunde Sr. Vibeke Lunde                                                        | 5,5m klasse                |          |
| Zeilen      | Tor Birger Arneberg Finn Christian Ferner Johan Martin Ferner Erik Oscar Heiberg Carl Lauritz Mortensen | 6m klasse                  |          |

## Deelnemers en resultaten

### Atletiek
| Olympiër          | Discipline               | Resultaat | Prestatie                                                                   |
| ----------------- | ------------------------ | --------- | --------------------------------------------------------------------------- |
| Audun Boysen      | 800m (m)                 | 10e       | serie 7: 1ste in 1.53,2 halve finale 1: 4de in 1.50,4                       |
| Audun Boysen      | 1500m (m)                | 11e       | serie 6: 3de in 3.55,0 halve finale 1: 6de in 3.51,0 finale: 11de in 3.51,4 |
| Øistein Saksvik   | 5000m (m)                | 30e       | serie 1: 9de in 14.55,4                                                     |
| Martin Stokken    | 5000m (m)                | 21e       | serie 3: 7de in 14.39,0                                                     |
| Martin Stokken    | 10000m (m)               | 10e       | 30.22,2                                                                     |
| Martin Stokken    | 3000m steeplechase (m)   | DNS       | serie 3: niet gestart                                                       |
| Jakob Kjersem     | marathon (m)             | 24e       | 2:36.14,0                                                                   |
| Viktor Olsen      | marathon (m)             | 16e       | 2:33.58,4                                                                   |
| John Systad       | marathon (m)             | 34e       | 2:41.29,8                                                                   |
| Kaare Hammer      | 10km snelwandelen (m)    | 15e       | serie 1: 8ste in 49.08,4                                                    |
| Ragnar Olsen      | 10km snelwandelen (m)    | 14e       | serie 2: 8ste in 49.03,8                                                    |
| Edgar Bruun       | 50km snelwandelen (m)    | 17e       | 4:52.48,4                                                                   |
| Gerhard Winther   | 50km snelwandelen (m)    | 27e       | 5:11.40,2                                                                   |
| Rune Nilsen       | hink-stap-springen (m)   | 5e        | kwalificatie groep B: 3de met 14,65m finale: 5de met 15,13m                 |
| Bjørn Gundersen   | hoogspringen (m)         | 8e        | kwalificatie groep A: 3de met 1,87m finale: 8ste met 1,90m                  |
| Birger Leirud     | hoogspringen (m)         | 17e       | kwalificatie groep B: 11de met 1,87m finale: 17de met 1,90m                 |
| Erling Kaas       | polsstokhoogspringen (m) | 16e       | kwalificatie groep B: 9de met 4,00m finale: 16de met 3,80m                  |
| Per Stavem        | kogelstoten (m)          | 8e        | kwalificatie: 8ste met 15,12m finale: 8ste met 16,02m                       |
| Kristian Johansen | discuswerpen (m)         | 26e       | kwalificatie groep A: 12de met 43,46m                                       |
| Stein Johnson     | discuswerpen (m)         | 20e       | kwalificatie groep A: 8ste met 45,19m                                       |
| Per Stavem        | discuswerpen (m)         | 16e       | kwalificatie groep B: 3de met 46,74m finale: 16de met 46,00m                |
| Sverre Strandli   | kogelslingeren (m)       | 7e        | kwalificatie groep B: 1ste met 54,96m finale 7de met 56,36m                 |
|                   |                          |           |                                                                             |
| Jorun Tangen      | 100m (v)                 | 48e       | serie 6: 4de in 13,0                                                        |
| Jorun Tangen      | 200m (v)                 | DNS       | serie 6: niet gestart                                                       |
| Jorun Tangen      | 80m horden (v)           | 28e       | serie 1: 5de in 12,2                                                        |

### Boksen
| Olympiër          | Discipline  | Resultaat | Prestatie                                                                                |
| ----------------- | ----------- | --------- | ---------------------------------------------------------------------------------------- |
| Thorbjørn Clausen | -51kg (m)   | 5e        | 1ste ronde: W van DEN Steen: 2-1 2de ronde: vrij kwartfinale: V van GER Basel: knock-out |
| Leif Hansen       | -63,5kg (m) | 17e       | 1ste ronde: V van USA Adkins: knock-out                                                  |
| Leif Hansen       | -67kg (m)   | DNS       | niet gestart                                                                             |
| John Tandrevold   | -71kg (m)   | 9e        | 1ste ronde: vrij 2de ronde: V van ITA Mazzinghi: knock-out                               |
| Bjarne Lingås     | -81kg (m)   | 9e        | 1ste ronde: vrij 2de ronde: V van BRA Grotone: 1-2                                       |

### Gewichtheffen
| Olympiër               | Discipline  | Resultaat | Prestatie                                                                                 |
| ---------------------- | ----------- | --------- | ----------------------------------------------------------------------------------------- |
| Bjørn Heyn             | -67,5kg (m) | 19e       | drukken: 11de met 95kg trekken: 22ste met 90kg trekken: 20ste met 115kg totaal: 300kg     |
| Thor Olsen             | -75kg (m)   | 16e       | drukken: 13de met 100kg trekken: 15de met 100kg trekken: 19de met 125kg totaal: 325kg     |
| Jørgen Barth-Jørgensen | -90kg (m)   | 13e       | drukken: 17de met 100kg trekken: 8ste met 112,5kg trekken: 12de met 142,5kg totaal: 355kg |

### Kanovaren
| Olympiër                 | Discipline     | Resultaat | Prestatie                                    |
| ------------------------ | -------------- | --------- | -------------------------------------------- |
| Per Johnsen              | K-1 1000m (m)  | 13e       | serie 2: 5de in 4.25,2                       |
| Hans Martin Gulbrandsen  | K-1 10000m (m) | 5e        | 48.12,9                                      |
| Ivar Mathisen Knut Østby | K-2 1000m (m)  | 5e        | serie 2: 3de in 3.58,2 finale: 5de in 3.54,7 |
| Ivar Mathisen Knut Østby | K-2 10000m (m) | 5e        | 45.04,7                                      |

### Paardensport
| Olympiër            | Discipline  | Resultaat | Prestatie                                                                                    |
| Dressuur            | Dressuur    | Dressuur  | Dressuur                                                                                     |
| ------------------- | ----------- | --------- | -------------------------------------------------------------------------------------------- |
| Else Christophersen | individueel | 15e       | 459 punten                                                                                   |
| Springconcours      |             |           |                                                                                              |
| Bjart Ording        | individueel | 15e       | 1ste ronde: 2de met 4 strafpunten 2de ronde: 44ste met 23 strafpunten totaal: 27 strafpunten |

### Roeien
| Olympiër                                                                     | Discipline      | Resultaat | Prestatie                                                                        |
| ---------------------------------------------------------------------------- | --------------- | --------- | -------------------------------------------------------------------------------- |
| Sverre Kråkenes Kristoffer Lepsøe Thorstein Kråkenes Harald Kråkenes         | vier-zonder (m) | 9e        | serie 3: 2de in 6.42,4 halve finale 1: 2de in 7.01,0                             |
| Bjørn Christoffersen Arnfinn Larsen Wilhelm Hayden Thor Nilsen Leif Andersen | vier-met (m)    | 8e        | serie 3: 2de in 7.21,6 halve finale 1: 3de in 7.12,6 herkansingen: 2de in 7.06,6 |

### Schermen
| Olympiër                                                   | Discipline     | Resultaat | Prestatie                                                                                              |
| ---------------------------------------------------------- | -------------- | --------- | --- |
| Alfred Eriksen                                             | degen (m)      | 52e       | 1ste ronde groep 1: 5de met 2 overwinningen                                                            |
| Egill Knutzen                                              | degen (m)      | 35e       | 1ste ronde groep 8: 2de met 4 overwinningen kwartfinale 5: 7de met 2 overwinningen                     |
| Johan von Koss                                             | degen (m)      | 28e       | 1ste ronde groep 5: 3de met 4 overwinningen kwartfinale 3: 6de met 2 overwinningen                     |
| Egill Knutzen Alfred Eriksen Johan von Koss Sverre Gillebo | degen team (m) | 11e       | 1ste ronde groep 6: 2de W van Egypte: 8-6 kwartfinale 2: 4de V van Italië: 3-12 V van Zwitserland: 3-8 |
| Leif Klette                                                | floret (m)     | 35e       | 1ste ronde groep 5: 1ste met 5 overwinningen kwartfinale 5: 6de met 1 overwinning                      |
| Alfred Eriksen                                             | sabel (m)      | 51e       | 1ste ronde groep 5: 6de met 2 overwinningen                                                            |

### Schietsport
| Olympiër              | Discipline                       | Resultaat | Prestatie                       |
| --------------------- | -------------------------------- | --------- | ------------------------------- |
| Mauritz Amundsen      | 50m geweer 3 houdingen (m)       | 11e       | 1156 punten: (375-387-394)      |
| Erling Kongshaug      | 50m geweer 3 houdingen (m)       | Goud      | 1164 punten: (380-387-397)      |
| Mauritz Amundsen      | 50m geweer liggend (m)           | 32e       | 394 punten: (98-100-99-97)      |
| Erling Kongshaug      | 50m geweer liggend (m)           | 14e       | 397 punten: (97-100-100-100)    |
| Mauritz Amundsen      | 300m vrij geweer 3 houdingen (m) | 17e       | 1057 punten: (330-355-372)      |
| Erling Kongshaug      | 300m vrij geweer 3 houdingen (m) | 11e       | 1077 punten: (342-358-377)      |
| Rolf Klementsen       | 50m pistool (m)                  | 25e       | 518 punten: (82-83-89-88-85-91) |
| Gunnar Svendsen       | 50m pistool (m)                  | 17e       | 523 punten: (90-82-86-84-89-92) |
| Oddvar Wenner Nilssen | 25m snelvuurpistool (m)          | 37e       | 546 punten: (270-276)           |
| Gunnar Svendsen       | 25m snelvuurpistool (m)          | 30e       | 543 punten: (276-267)           |
| Hans Aasnæs           | trap (m)                         | 11e       | 185 punten: (96-89)             |
| Svein Helling         | trap (m)                         | 37e       | 148 punten: (92-56)             |
| Rolf Bergersen        | lopend hert 100m (m)             | 4e        | 399 punten: (196-203)           |
| John Larsen           | lopend hert 100m (m)             | Goud      | 413 punten: (198-215)           |

### Turnen
| Olympiër                                                                                                | Discipline               | Resultaat | Prestatie     |
| --- | ------------------------ | --------- | ------------- |
| Mathias Jamtvedt                                                                                        | brug (m)                 | 96e       | 17,65 punten  |
| Georg Johansen                                                                                          | brug (m)                 | 111e      | 17,25 punten  |
| Magne Kleiven                                                                                           | brug (m)                 | 153e      | 15,60 punten  |
| Arne Knudsen                                                                                            | brug (m)                 | 124e      | 16,80 punten  |
| Odd Lie                                                                                                 | brug (m)                 | 128e      | 16,65 punten  |
| Ernst Madland                                                                                           | brug (m)                 | 126e      | 16,75 punten  |
| Alf Nørgaard                                                                                            | brug (m)                 | 111e      | 17,25 punten  |
| Alf Olsen                                                                                               | brug (m)                 | 57e       | 18,15 punten  |
| Mathias Jamtvedt                                                                                        | paard voltige (m)        | 125e      | 15,25 punten  |
| Georg Johansen                                                                                          | paard voltige (m)        | 144e      | 13,75 punten  |
| Magne Kleiven                                                                                           | paard voltige (m)        | 97e       | 16,40 punten  |
| Arne Knudsen                                                                                            | paard voltige (m)        | 123e      | 15,30 punten  |
| Odd Lie                                                                                                 | paard voltige (m)        | 134e      | 14,70 punten  |
| Ernst Madland                                                                                           | paard voltige (m)        | 123e      | 15,30 punten  |
| Alf Nørgaard                                                                                            | paard voltige (m)        | 104e      | 16,20 punten  |
| Alf Olsen                                                                                               | paard voltige (m)        | 139e      | 14,15 punten  |
| Mathias Jamtvedt                                                                                        | rekstok (m)              | 83e       | 17,40 punten  |
| Georg Johansen                                                                                          | rekstok (m)              | 109e      | 16,75 punten  |
| Magne Kleiven                                                                                           | rekstok (m)              | 145e      | 15,20 punten  |
| Arne Knudsen                                                                                            | rekstok (m)              | 98e       | 17,00 punten  |
| Odd Lie                                                                                                 | rekstok (m)              | 148e      | 15,10 punten  |
| Ernst Madland                                                                                           | rekstok (m)              | 167e      | 11,75 punten  |
| Alf Nørgaard                                                                                            | rekstok (m)              | 89e       | 17,25 punten  |
| Alf Olsen                                                                                               | rekstok (m)              | 63e       | 17,85 punten  |
| Mathias Jamtvedt                                                                                        | ringen (m)               | 94e       | 17,45 punten  |
| Georg Johansen                                                                                          | ringen (m)               | 84e       | 17,75 punten  |
| Magne Kleiven                                                                                           | ringen (m)               | 79e       | 17,80 punten  |
| Arne Knudsen                                                                                            | ringen (m)               | 106e      | 17,10 punten  |
| Odd Lie                                                                                                 | ringen (m)               | 79e       | 17,80 punten  |
| Ernst Madland                                                                                           | ringen (m)               | 111e      | 16,85 punten  |
| Alf Nørgaard                                                                                            | ringen (m)               | 73e       | 17,90 punten  |
| Alf Olsen                                                                                               | ringen (m)               | 100e      | 17,40 punten  |
| Mathias Jamtvedt                                                                                        | sprong (m)               | 31e       | 18,55 punten  |
| Georg Johansen                                                                                          | sprong (m)               | 44e       | 18,40 punten  |
| Magne Kleiven                                                                                           | sprong (m)               | 123e      | 17,40 punten  |
| Arne Knudsen                                                                                            | sprong (m)               | 83e       | 18,10 punten  |
| Odd Lie                                                                                                 | sprong (m)               | 54e       | 18,35 punten  |
| Ernst Madland                                                                                           | sprong (m)               | 142e      | 16,90 punten  |
| Alf Nørgaard                                                                                            | sprong (m)               | 65e       | 18,30 punten  |
| Alf Olsen                                                                                               | sprong (m)               | 79e       | 18,15 punten  |
| Mathias Jamtvedt                                                                                        | vloer (m)                | 62e       | 17,80 punten  |
| Georg Johansen                                                                                          | vloer (m)                | 41e       | 18,15 punten  |
| Magne Kleiven                                                                                           | vloer (m)                | 140e      | 16,10 punten  |
| Arne Knudsen                                                                                            | vloer (m)                | 51e       | 18,00 punten  |
| Odd Lie                                                                                                 | vloer (m)                | 84e       | 17,40 punten  |
| Ernst Madland                                                                                           | vloer (m)                | 108e      | 16,80 punten  |
| Alf Nørgaard                                                                                            | vloer (m)                | 132e      | 16,25 punten  |
| Alf Olsen                                                                                               | vloer (m)                | 69e       | 17,65 punten  |
| Mathias Jamtvedt                                                                                        | individuele meerkamp (m) | 76e       | 104,10 punten |
| Georg Johansen                                                                                          | individuele meerkamp (m) | 94e       | 102,05 punten |
| Magne Kleiven                                                                                           | individuele meerkamp (m) | 120e      | 98,50 punten  |
| Arne Knudsen                                                                                            | individuele meerkamp (m) | 92e       | 102,30 punten |
| Odd Lie                                                                                                 | individuele meerkamp (m) | 107e      | 100,00 punten |
| Ernst Madland                                                                                           | individuele meerkamp (m) | 140e      | 94,35 punten  |
| Alf Nørgaard                                                                                            | individuele meerkamp (m) | 84e       | 103,15 punten |
| Alf Olsen                                                                                               | individuele meerkamp (m) | 82e       | 103,35 punten |
| Mathias Jamtvedt Georg Johansen Magne Kleiven Arne Knudsen Odd Lie Ernst Madland Alf Nørgaard Alf Olsen | meerkamp team (m)        | 14e       | 525,30 punten |
| |                          |           |               |
| Norveig Karlsen                                                                                         | balk (v)                 | 121e      | 15,06 punten  |
| Bergljot Sandvik-Johansen                                                                               | balk (v)                 | 112e      | 15,92 punten  |
| Grethe Werner                                                                                           | balk (v)                 | 129e      | 14,19 punten  |
| Norveig Karlsen                                                                                         | brug (v)                 | 123e      | 14,69 punten  |
| Bergljot Sandvik-Johansen                                                                               | brug (v)                 | 121e      | 14,99 punten  |
| Grethe Werner                                                                                           | brug (v)                 | 116e      | 15,36 punten  |
| Norveig Karlsen                                                                                         | sprong (v)               | 65e       | 17,76 punten  |
| Bergljot Sandvik-Johansen                                                                               | sprong (v)               | 104e      | 16,89 punten  |
| Grethe Werner                                                                                           | sprong (v)               | 74e       | 17,63 punten  |
| Norveig Karlsen                                                                                         | vloer (v)                | 115e      | 16,50 punten  |
| Bergljot Sandvik-Johansen                                                                               | vloer (v)                | 103e      | 16,76 punten  |
| Grethe Werner                                                                                           | vloer (v)                | 82e       | 17,20 punten  |
| Norveig Karlsen                                                                                         | individuele meerkamp (v) | 116e      | 64,01 punten  |
| Bergljot Sandvik-Johansen                                                                               | individuele meerkamp (v) | 113e      | 64,56 punten  |
| Grethe Werner                                                                                           | individuele meerkamp (v) | 114e      | 64,38 punten  |

### Voetbal
| Olympiër | Discipline | Resultaat | Prestatie                                     |
| --- | ---------- | --------- | --------------------------------------------- |
| Bjørn Spydevold Erik Holmberg Gunnar Dahlen Gunnar Thoresen Harry Boye Karlsen Henry Johannessen Odd Wang Sørensen Ragnar Hvidsten Thorbjørn Svenssen Thorleif Olsen Tom Blohm Asbjørn Hansen Oddvar Hansen Leif Pedersen Dag Henriksen Dagfinn Nilsen Ove Ødegaard Tor Jevne Kjell Kristiansen Johnny Orre | mannen     | 9e        | voorronde: vrij 1ste ronde: V van Zweden: 1-4 |

### Wielersport
| Olympiër                                        | Discipline            | Resultaat | Prestatie  |
| ----------------------------------------------- | --------------------- | --------- | ---------- |
| Odd Berg                                        | wegwedstrijd (m)      | 24e       | 5:17.30,2  |
| Lorang Christiansen                             | wegwedstrijd (m)      | 28e       | 5:20.01,3  |
| Erling Kristiansen                              | wegwedstrijd (m)      | 25e       | 5:17.30,2  |
| Odd Berg Lorang Christiansen Erling Kristiansen | wegwedstrijd team (m) | 10e       | 15:55.01,7 |

### Worstelen
| Olympiër         | Discipline  | Resultaat   | Prestatie |
| Vrije stijl      | Vrije stijl | Vrije stijl | Vrije stijl |
| ---------------- | ----------- | ----------- | --- |
| Bjørn Larsson    | -67kg (m)   | 17e         | 1ste ronde: V van JPN Shimotori: 0-3 2de ronde: V van BEL Cools                                                              |
| Grieks-Romeins   |             |             | |
| Frithjof Clausen | -52kg (m)   | 12e         | 1ste ronde: V van EGY Fawzy                                                                                                  |
| Reidar Merli     | -57kg (m)   | 5e          | 1ste ronde: W van GRE Panagiotopoulos: 3-0 2de ronde: vrij 3de ronde: W van GER Schmitz: 3-0 4de ronde: V van HUN Hódos: 0-3 |
| Dagfin Huseby    | -62kg (m)   | 12e         | 1ste ronde: V van ITA Trippa: 1-2 2de ronde: V van FIN Talosela: 0-3                                                         |
| Aage Eriksen     | -67kg (m)   | 14e         | 1ste ronde: V van ROU Cuc 2de ronde: V van URS Safin                                                                         |
| Håkon Olsen      | -73kg (m)   | 13e         | 1ste ronde: V van HUN Szilvásy 2de ronde: V van SWE Andersson                                                                |
| Lars Bilet       | -79kg (m)   | 9e          | 1ste ronde: V van HUN Németi: 0-3 2de ronde: V van TUR Özdemir: 0-3                                                          |

### Zeilen
| Olympiër                                                                                                | Discipline   | Resultaat | Prestatie                          |
| --- | ------------ | --------- | ---------------------------------- |
| Morits Skaugen                                                                                          | finn klasse  | 6e        | 4073 punten: (2-19-DNF-18-15-1-16) |
| Hakon Barfod Sigve Lie Thor Thorvaldsen                                                                 | drakenklasse | Goud      | 6129 punten: (2-1-9-1-6-6-1)       |
| Börre Falkum-Hansen Peder Lunde Sr. Vibeke Lunde                                                        | 5,5m klasse  | Zilver    | 5325 punten: (2-5-2-2-10-2-4)      |
| Tor Birger Arneberg Finn Christian Ferner Johan Martin Ferner Erik Oscar Heiberg Carl Lauritz Mortensen | 6m klasse    | Zilver    | 5325 punten: (1-4-2-4-10-1-5)      |

### Zwemmen
| Olympiër      | Discipline           | Resultaat | Prestatie               |
| ------------- | -------------------- | --------- | ----------------------- |
| Lars Krogh    | 100m vrije slag (m)  | DNS       | serie 6: niet gestart   |
| Per Olsen     | 100m vrije slag (m)  | 45e       | serie 8: 5de in 1.02,1  |
| Roar Woldum   | 100m vrije slag (m)  | DNS       | serie 9: niet gestart   |
| Per Olsen     | 400m vrije slag (m)  | 36e       | serie 5: 5de in 5.08,6  |
| Roar Woldum   | 400m vrije slag (m)  | 42e       | serie 6: 4de in 5.14,4  |
| Roar Woldum   | 1500m vrije slag (m) | 33e       | serie 6: 7de in 21.19,5 |
| Tom Pettersen | 100m rugslag (m)     | 36e       | serie 3: 7de in 1.15,4  |

Argentinië · Australië · Bahama's · België · Bermuda · Birma · Brazilië · Brits-Guiana · Bulgarije · Canada · Ceylon · Chili · China · Cuba · Denemarken · Duitsland · Egypte · Filipijnen · Finland · Frankrijk · Goudkust · Griekenland · Groot-Brittannië · Guatemala · Hongarije · Hongkong · Ierland · IJsland · India · Indonesië · Iran · Israël · Italië · Jamaica · Japan · Joegoslavië · Libanon · Liechtenstein · Luxemburg · Mexico · Monaco · Nederland · Nederlandse Antillen · Nieuw-Zeeland · Nigeria · Noorwegen · Oostenrijk · Pakistan · Panama · Polen · Portugal · Puerto Rico · Roemenië · Saarland · Singapore ·  Sovjet-Unie · Spanje · Thailand · Trinidad en Tobago · Tsjecho-Slowakije · Turkije · Uruguay · Venezuela · Verenigde Staten · Vietnam · Zuid-Afrika · Zuid-Korea · Zweden · Zwitserland